# Galex
Galex è un marchio italiano di abbigliamento sportivo e di accessori per lo sport, di proprietà dell'azienda Tecnosport Italia S.r.l. di Perugia.

## Storia
La Galex S.r.l. è stata fondata a Perugia nel 1995 su iniziativa di Alessandro Gaucci, amministratore delegato dell'Associazione Calcio Perugia, di proprietà del padre Luciano. L'attività dell'azienda consisteva nella produzione e commercializzazione di abbigliamento tecnico sportivo per il calcio, il basket, la pallavolo, il fitness e il nuoto con il proprio marchio, che deriva dalla "G" del cognome e dal nome "Alex" del fondatore.

Hidetoshi Nakata in azione con la maglia del realizzata da Galex per la stagione 1998-1999, rimasta tra le più iconiche nella Serie A del decennio.

Galex ha operato in maniera significativa come fornitore ufficiale per club di calcio, in primis per il Perugia e poi per ulteriori società che erano divenute di proprietà della famiglia Gaucci, quali il Catania, la Sambenedettese e la Viterbese. Altre squadre sportive sponsorizzate da Galex sono state l'Arezzo, l'Ancona, l'Ascoli, il Modica, il Novara, la Nissa e il Savona per il calcio, e Perugia e Prato per il calcio a 5.
Le attività dell'azienda, che aveva spostato la sede a Corciano, in provincia di Perugia, cessano dopo la crisi che ha investito le società della famiglia Gaucci, e nel 2006 ne viene dichiarato il fallimento dal tribunale del capoluogo umbro. Nel 2010, il marchio Galex è stato rilevato all'asta fallimentare dalla Tecnosport Italia S.r.l. di Perugia, che da allora ne è proprietario.

## Generalità e dati
Galex è un marchio di proprietà della Tecnosport Italia S.r.l, tramite la controllata Olimpic S.r.l, azienda fondata nel 2009 con sede legale a Perugia e sede operativa a Promano, frazione di Città di Castello, attiva nel settore dell'abbigliamento sportivo. Con il marchio Galex sono prodotti e commercializzati pallone, divise e scarpe da calcio.